# Joodse begraafplaats (Asperen)
In het Gelderse Asperen is een kleine Joodse begraafplaats bewaard gebleven langs de Oude Zuiderlingedijk. Er staan zeven grafstenen die goed leesbaar zijn. Een achtste steen is voor het overgrote deel weggezakt in de bodem.
Aangenomen wordt dat deze begraafplaats een privé bezit was van de familie Nieuwendijk. Deze naam komt op vier van de zeven leesbare grafstenen voor. Familieverbanden met andere begraven personen zijn niet aangetoond.
Begravenen:
| No. | Naam                       | Overleden  | Relatie                        | Opmerkingen                                                                            |
| --- | -------------------------- | ---------- | ------------------------------ | -------------------------------------------------------------------------------------- |
| 1.  | Roosje Salomon Cohen       | 12-05-1870 | niet bekend                    | Grafsteen tekst: "Rustplaats van Roosje Salomon Cohen Huisvrouw van Levi Abraham Blok" |
| 2.  | Mozes Nieuwendijk          | 24-10-1902 | echtgenoot van 5, vader 3      |                                                                                        |
| 3.  | Elias Nieuwendijk          | 16-08-1905 | zoon van 2 en 5                |                                                                                        |
| 4.  | Sara Horneman-Reens        | 05-11-1878 | niet bekend                    |                                                                                        |
| 5.  | Hendrina Vorst-Nieuwendijk | 24-08-1895 | echtgenote van 2, moeder van 3 |                                                                                        |
| 6.  | Sophia Adelaar             | 25-10-1890 | echtgenote van 7               |                                                                                        |
| 7.  | Abraham Nieuwendijk        | 02-01-1911 | echtgenoot van 6               |                                                                                        |

Volgens de website van het Stenen Archief zijn er nóg twee grafstenen. Wellicht zijn deze helemaal in de bodem verdwenen.
Asperen had geen zelfstandige Joodse gemeenschap, maar viel onder Leerdam.